# Списък на вселенските събори и синоди
Списък на вселенските събори и синоди

## 1 век
- Апостолски събор (44 или 49) в Йерусалим

## 3 век
- Синод в Картаген (251)
- Синод в Картаген (255)
- Синод в Картаген (256)

## 4 век
- Синод в Елвира (ок. 306)
- Синод в Рим (313)
- Синод в Анкира (314) (днес Анкара, по-рано Себасте)
- Събор в Арлес (314) (фр.)
- Синод в Антиохия (324)
- Първи никейски събор, вселенски събор (325)
- Синод в Тирос (335)
- Синод в Гангра (340-341)
- Синод в Антиохия (341)
- Събор в Сердика (342-343)
- Синод в Картаген (345-348)
- Синод в Сирмиум (351-352)
- Събор в Арлес (353)
- Събор в Милано (355)
- Събор в Сирмиум (357)
- Синод в Римини (359)
- Събор в Париж (360-361)
- Събор в Александрия (362)
- Събор в Лаодикеа (363–364)
- Синод в Валенце (374)
- Синод в Рим (375)
- Синод в Антиохия (378)
- Синод в Карагоса (380)
- Първи константинополски събор, вселенски събор (381)
- Синод в Константинопол (382)
- Синод в Рим (382)
- Африкански събор (390)
- Синод в Хипо (393)
- Трети събор в Картаген (397)
- Първи синод в Толедо (397-400)
- Синод в Торино (398)

## 5 век
- Синод в Картаген (401)
- Събор в Селевкия (410)
- Религиозен разговор в Картаген (411)
- Синод в Картаген (418)
- Събор в Ефес, Трети вселенски събор (431)
- Събор в Ефес (449)
- Четвърти вселенски събор в Халкидон, вселенски събор (451)
- Събор в Арлес (452)

## 6 век
- Събор в Оранге (529)
- Събор в Орлеанс (533)
- Втори константинополски събор, вселенски Събор (553)
- Събор в Брага (561)
- Събор в Тур (567)
- Синод в Оксер 573/603
- Синод в Масон (585)
- Трети събор в Толедо (589)

## 7 век
- Четвърти събор в Толедо (633)
- Единадесети събор в Толедо (675)
- Трети константинополски събор, вселенски събор (681)
- Четиринадесети събор в Толедо (684)
- Събор в Руен (689)
- Трулски събор, на изток признат като част от предишния вселенски събор (691)

## 8 век
- Concilium Germanicum (742)
- Синод в Естинес (743)
- Събор в Хиерея (754)
- Събор в Падерборн (785)
- Седми вселенски събор в Никея, Втори никейски вселенски събор (787)
- Франкфуртски синод (794)

## 9 век
- Събор в Арлес (813),
- Събор в Раймс,
- Събор в Шалон (813),
- Събор в Турс (813)
- Четвърти константинополски и Осми вселенски събор (869/870)

## 10 век
- Синод в Хоеналтхайм (916)
- Синод в Дуисбург (929)
- Синод в Соасон (941)
- Универсален синод в Ингелхайм (948)
- Синод в Равена, едновременно за Райхстаг (HRR) (967)

## 11 век
- Голям синод в Дортмунд (1005)
- Синод във Франкфурт (1007)
- Синод в Дортмунд (1016)
- Синод в Сутри (1046)
- Събор в Раймс (1049)
- Синод в Аутун (1077)
- Синод в Поатиер (1078)
- Синод в Рим (Латеран) (1078)
- Синод в Беневенто (1091)
- Синод в Пиаценца (1095)
- Синод в Клермонт (1095)
- Синод в Руен (1096)
- Синод в Рим (1099)

## 12 век
- Синод във Фритцлар (1118)
- Събор в Раймс (1119)
- Събор в Наблус (1120)
- Събор в Соасон (1121)
- Първи латерански събор (1123)
- Събор в Клермонт (1130)
- Събор в Раймс (1131)
- Втори латерански събор (1139)
- Събор в Сенс (1141)
- Събор в Раймс (1148)
- Събор в Павия (1160)
- Събор в Турс (1163)
- Трети латерански събор (1179)
- Събор в Верона (1184)

## 13 век
- Събор в Париж 1212/1213
- Четвърти латерански събор, на запад вселенски събор (1215)
- Синод в Тулуза (1229)
- Синод в Тарагона (1234)
- Синод във Фритцлар (1244)
- Първи събор в Лион (1245)
- Събор в Безиер (1246)
- Втори събор в Лион (1274)
- Събор във Вюрцбург (1298)

## 14 век
- Събор във Виена, на запад вселенски събор (1311-1312)
- Събор в Замора (1313)
- Пети константинополски събор, Пети цариградски (1341-1351)
- Първи паламитиски събор, панортодокс (1341)
- Втори паламитиски събор, панортодокс (1351)

## 15 век
- Събор в Пиза, 25 март (1409)
- Събор в Констанц, на запад вселенски събор (1414-1418)
- Събор в Баслер (1431-1449)
- Събор в Базел/Ферара/Флоренция (1431-1445)

## 16 век
- Пети латерански събор (1512-1517)
- Хомбергер Синод (1526)
- Събор в Триент, при католиците вселенски събор (1545-1563)
- Синод в Лион (1566 и 1577)
- Втори събор в Лима (1567)
- Трети събор в Лима (1583)
- Събор в Йерусалим, панортодокс (1583)
- Синод в Джампер (Южна Индия) (1599)

## 17 век
- Синод в Дордрехт (1618-1619)
- Синод в Яш (15 септември – 27 октомври 1642)
- Синод в Йерусалим (26 март 1672)

## 18 век
- Синод в Пистоя (1786)

## 19 век
- Първи ватикански събор, при католиците вселенски събор (1869-1870)

## 20 век
- Втори ватикански събор, при католиците вселенски събор (1962-1965)

## Документи
- Mansi GD, „Sacrorum Conciliorum Nova Amplissima Collectio“ Latein Dokumente von mehr als 10 000 lokalen Synoden und Konzilien.